# Steve Ramon
Steve Ramon (Bruges, 29 dicembre 1979) è un pilota motociclistico belga ritiratosi dall'attività agonistica, vincitore di due titoli mondiali motocross.

## Carriera

### Gli inizi
Steve Ramon cresce agonisticamente sotto la guida di Harry Everts, che intravede in lui il degno erede di suo figlio Stefan. Le prime affermazioni internazionali arrivano nel 1999, quando su una Kawasaki si piazza al sesto posto nel mondiale 125; i risultati lo spingono, per l'anno successivo, sotto la tenda del team De Groot (il riferimento per Kawasaki nel motocross europeo), ma per Steve è una stagione difficile, chiusa solo in undicesima piazza.
Va molto meglio nel 2001, quando si piazza con regolarità sul podio e conquista il titolo di vicecampione del mondo, dietro a James Dobb.

### Il titolo in 125

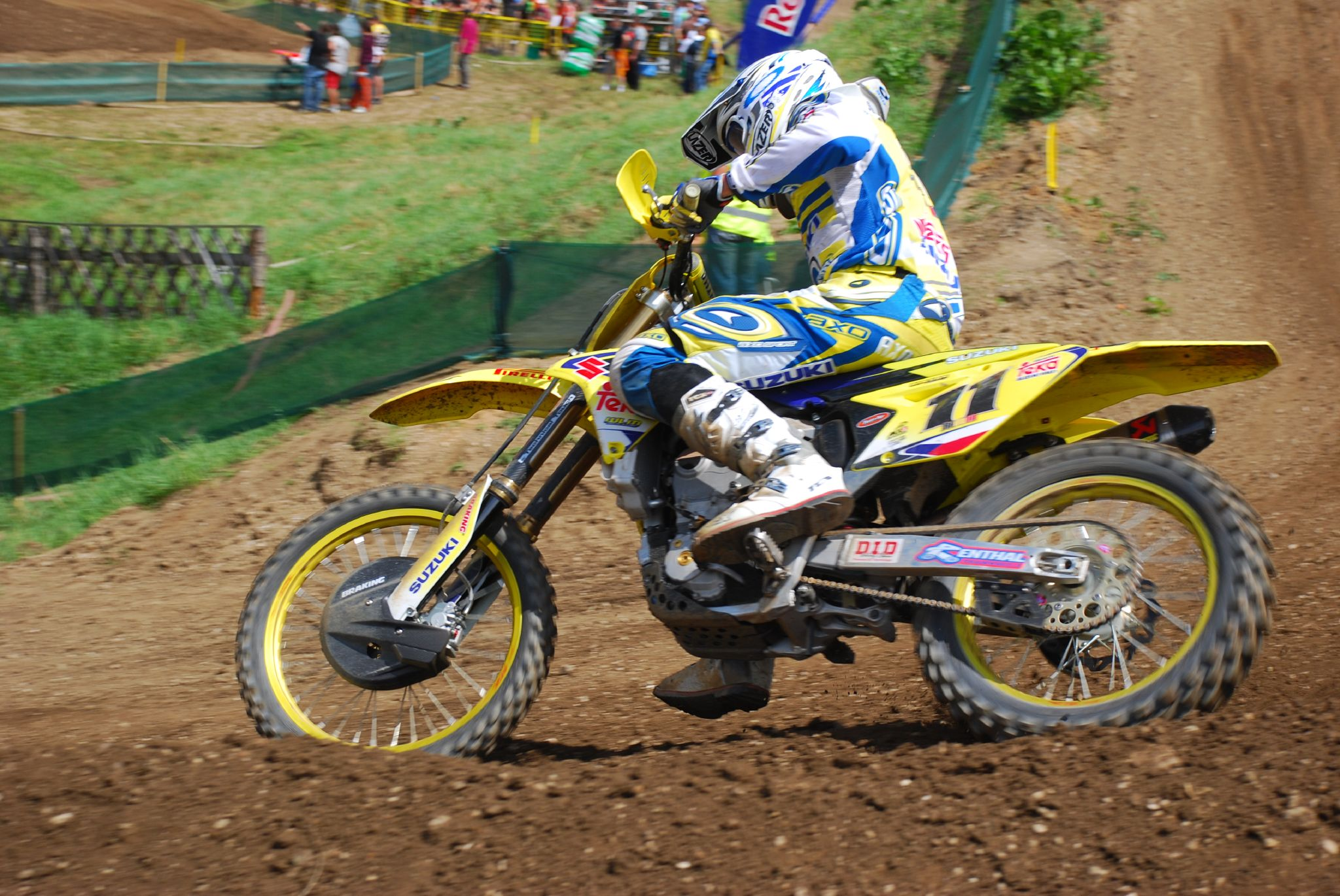
Ramon impegnato in pista con la Suzuki a Loket nel corso del mondiale Motocross 2008.

Nel 2002 passa al team KTM ufficiale e viene investito del ruolo di predestinato alla vittoria del titolo: parte bene ma poi si perde un po', paga qualche gara opaca di troppo e finisce di nuovo secondo (con 2 GP vinti), stavolta di pochissimo dietro al francese Maschio.
La consacrazione è comunque nell'aria, e arriva puntuale nel 2003. Steve vince un solo GP, ma si piazza costantemente nelle primissime posizioni, spesso dietro al solo Stefan Everts (che a partire dalla quarta gara corre la 125 come "riscaldamento" per la MXGP) ed alla fine conquista il suo primo titolo mondiale. La bella stagione è coronata dalla vittoria nel Motocross delle Nazioni, in squadra con Everts e Joël Smets.

### Il passaggio in MX1
Nel 2004 passa alla classe MX1 e vince a sorpresa la prima manche dell'anno, ma poi non riesce più a ripetersi e chiude al quarto posto senza nessun GP nel carniere (vince comunque il Nazioni insieme ad Everts e Kevin Strijbos); al termine del 2005 abbandona KTM per passare a Suzuki.
Sulle "gialle" del team Geboers Steve conquista il terzo posto, ma nel 2007 sfrutta al massimo gli infortuni di Joshua Coppins (a lungo dominatore del campionato) e del compagno di squadra Strijbos per conquistare il secondo titolo iridato della carriera, senza ancora aver vinto un solo Gran Premio nella classe regina.)

### L'infortunio
Il 30 luglio 2011, durante le qualifiche del Gran Premio di Limburgo, a Lommel, subisce un grave incidente che nei primi momenti fa temere una paralisi. Dopo gli accertamenti medici si apprende che Steve ha subito una contusione della colonna vertebrale e che dovrà seguire una lunga riabilitazione prima di riprendere le piene funzionalità fisiche.